# Ollie

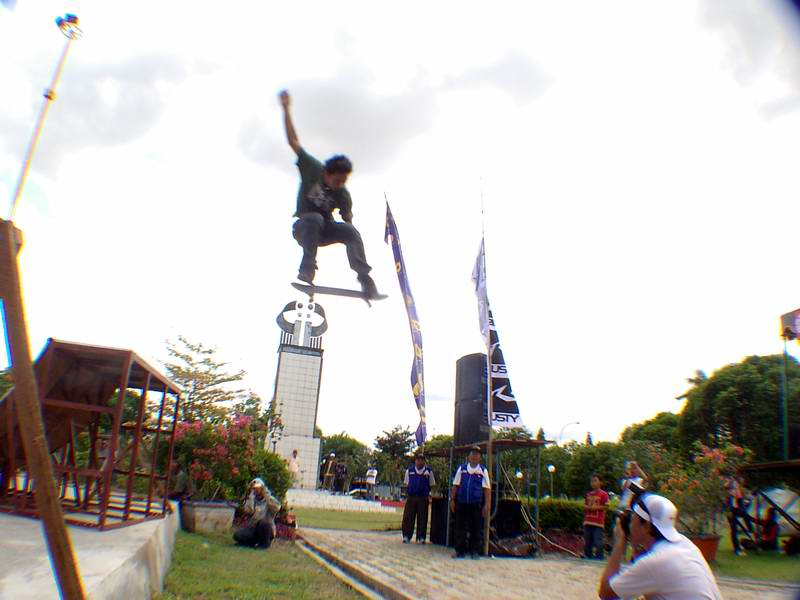
Uno skater esegue un ollie per superare un gap.

L'ollie è un trick della disciplina dello skateboard inventato nel 1978 da Alan "Ollie" Gelfand, che imparò ad eseguire gli aerial nei bowl senza utilizzare le mani. Nel 1982 venne adattato per le superfici piane da Rodney Mullen. L'ollie serve come base per molti altri trick, come il kickflip, l'heelflip e il pop shove-it. Inizialmente veniva chiamato anche no hands aerial (letteralmente "aerial senza mani") perché, quando si segue un ollie, lo skater non tocca assolutamente la tavola né con le mani, né con qualsivoglia altro accessorio.
Il termine ollie viene utilizzato anche nel mondo dello snowboard per indicare la stessa manovra.

## Caratteristiche
La posizione di partenza prevede il piede posteriore tra le viti e il tail (o "coda") dello skateboard. Per dare inizio a un ollie, lo skater "poppa" con il piede posteriore – ossia dà un calcio verso il basso al tail dello skate – portandolo, quasi in contemporanea, verso l'alto. Il pop dà una spinta verso l'alto all’estremità anteriore (nose) della tavola, mentre quella posteriore (tail), colpendo il terreno, rimbalza portando lo skate a mezz'aria. Quando la tavola decolla, la sua estremità anteriore è molto più in alto della coda rispetto al terreno. Lo skater fa dunque scivolare il piede anteriore in alto e avanti sul griptape. Il movimento tra la scarpa e la tavola imposta lo skateboard in posizione orizzontale, oltre ad aumentarne leggermente l'altezza rispetto al terreno. Quando poi lo skater discende, dovrebbe preferibilmente atterrare con i piedi sulle viti dei truck, per poi piegare le ginocchia così che l'impatto con il terreno possa essere assorbito. Ciò che conta di più per eseguire un ollie in maniera corretta è il tempismo.

## Storia
L'invenzione dell'ollie cambiò in maniera significativa lo skateboard. Prima della sua invenzione, gli skater vert erano soliti afferrare la tavola con le mani per riuscire a staccarsi dalla rampa. Abbassarsi per afferrare la tavola è un gesto che assorbe quantità di moto, facendo pertanto rallentare lo skater. Ciò significa che era necessario raggiungere velocità impressionanti per eseguire un singolo trick aereo (aerial), perché gran parte di questa velocità sarebbe stata assorbita solo per iniziarlo: all'epoca, infatti, la varietà di aerial era piuttosto limitata. Un ollie seguito da una presa (grab), un trick tentato per primo da Tom Penny, permette allo skater di mantenere e persino di aumentare la sua velocità mentre esegue le evoluzioni aeree.
Senza l'ollie, lo skate street moderno non esisterebbe affatto. Gli skater street usano l'ollie per scavalcare ostacoli, superare gap e per posizionarsi su ringhiere e bordi per eseguire poi grind e slide. Tutti i flip trick sono variazioni dell'ollie: per questo motivo, la maggior parte degli skater impara prima l'ollie, per poi progredire con gli altri trick.
Il più alto ollie ufficialmente registrato dal terreno è di 115,57 cm, eseguito da Jake Heynes e Xavier Alford nel 2018. Tuttavia, in un video dei primi anni novanta, si può vedere Jose Marabotto dal Perù saltare una pila di assi la cui altezza è stata stimata sopra i 127 cm. Il più alto switch ollie ufficialmente registrato è di 101,92 cm, eseguito da Alex Bland in una competizione dedicata allo switch ollie.